# 东莱街道 (龙口市)
东莱街道，是中华人民共和国山東省烟台市龙口市下辖的一个乡镇级行政单位。

## 行政区划
东莱街道下辖以下地区：
南苑社区、凤仪村、单家村、邹家村、李格庄村、遇家村、城后淳于村、城后冯家村、西渠村、东渠村、南段村、北涧村、南涧村、百盈村、辛店村、北巷村、北关村、东北隅村、西北隅村、博渠村、博士西村、大店村、二圣庙村、牛据村、柳行村、豆市村、南巷村、枣市村、菜园泊村、南关村、李巷村、登瀛村、东关村、小栾家疃村、林家庄村、西张家沟村、东张家沟村、竹园村、北二里处村、宫家疃村、泉水村、东埠村、宋家疃村、荷百村、王家疃村、杨家疃村、松岚村、阎家疃村、马家庄村、窦家庄村和大李家村。

## 人口
2010年中国第六次人口普查时，东莱街道共有人口112454人。共有家庭41572户，平均每户2.63人。14岁以下的少年儿童共15020人，占总人口13.35%；15-64岁人口共87504人，占总人口77.81%；65岁及以上的老年人共9930人，占总人口的8.830%。男性共计55588人，占总人口49.43%；女性共计56866，占总人口50.56%。本地居住的人口中，拥有本地户籍的人口为81502人，占72.47%。